# Gladys Carmagnola
Gladys Carmagnola (Guarambaré, 2 de enero  de 1939-Ib. 9 de julio de 2015) fue una poeta y docente paraguaya, su obra está dedicada a un público muy amplio, comprendiendo obras para niños y adultos.

## Infancia y juventud
Hija de Ramona Herrera Udrizar y Carlos Carmagnola, descendiente de italianos,[cita requerida] compartió su infancia con sus hermanos Carlos, el mayor, Haydée y Selva.
Ya en  la adolescencia manifestó una inclinación y talento natural hacia la poesía. 
Desde muy joven se dedicó a la docencia, desarrollando en forma simultánea su vocación poética.

## Su trayectoria
Fue cofundadora y miembro de la Sociedad de Escritores del Paraguay. También tuvo participación en la fundación de la agrupación de Escritoras Paraguayas Asociadas y del Pen Club del Paraguay.
Forma parte de una generación de mujeres paraguayas que, a inicios de la década de los años 1960, dieron a conocer su producción literaria, ocupando un espacio muy importante en la literatura paraguaya.
Sus primeros pasos en la producción poética, estaban dirigidos hacia el público infantil. De esa época datan sus primeras publicaciones de poesías para niños. Su primera obra: “Ojitos negros”, fue lanzada en abril de 1965.
Además de sus tantos libros publicados, varios de sus poemas han sido incluidos en antologías y publicaciones literarias, tanto de su país como de otras naciones extranjeras.
Gladys fue contemporánea de un prodigioso grupo de escritores que marcaron una nueva tendencia y una etapa en la literatura del Paraguay. Entre ellos están: Eloy Fariña Núñez, Hérib Campos Cervera, Josefina Plá, Óscar Ferreiro, Elvio Romero, José Luis Appleyard, Ramiro Domínguez, José María Gómez Sanjurjo, Rubén Bareiro Saguier, Carlos Villagra Marsal, Jacobo Rauskin, Miguel Ángel Fernández, Rosario Cáceres Huispe, Emilio Pérez Chaves, Susy Delgado y Mario Casartelli, entre otros.

## Obras
Su primera publicación data del año 1965, a partir de allí, se ha dedicado enteramente a la producción de obras poéticas, completando en total 20 títulos de su autoría. 
| Año  | Obras de Poesía Infantil                                                         |
| 1965 | Ojitos negros                                                                    |
| 1966 | Navidad                                                                          |
| 1979 | Piolín. Obra infantil que en su primera edición fue presentada por Josefina Plá. |
| 2003 | Lunas de harina Paseo - ¿Al zoo -¡Lógico! (Paseo al zoológico).                  |

| Año  | Obras de poesías para adultos |
| 1984 | A la intemperie. Obra en la que reúne algunos de sus primeros poemas de inicios de la década de los 60’                                            |
| 1989 | Igual que en las capueras. Distinguida con el Premio de Poesía "José María Heredia" de la Asociación de Críticos de Arte de Miami, Estados Unidos. |
| 1992 | Depositaria infiel. Poemario ganador del Premio (único) de Poesía del Instituto Cultural Paraguayo-Alemán                                          |
| 1997 | Territorio esmeralda. |
| 2002 | Río blanco y antiguo. |

| Año  | Libros inéditos |
| 1986 | Para reconocernos como hermanos. Obra finalista en el concurso poético del Ateneo Casablanca de Córdoba, España.                 |
| 1990 | Ceniza y llamarada. Obra que obtuvo el accésit en el Concurso Quinto Centenario convocado por la Embajada de España en Paraguay. |

## Premios y distinciones
A lo largo de su carrera ha sido galardonada con numerosos premios y homenajes nacionales e internacionales. 
| Año  | Premios recibidos |
| 1981 | Primer Premio de Poesía “Amigos del Arte” (Asunción)                                                                                 |
| 1985 | Premio de Poesía “José María Heredia” de la Asociación de Críticos de Arte de Miami, EE. UU. por su obra “Igual que en las capueras” |
| 1989 | Premio la “Fiambrera de Plata” del Ateneo de Cultura Popular de Córdoba (España)                                                     |
| 1992 | Premio (único) de Poesía del Instituto Cultural Paraguayo-Alemán por su obra “Depositaria infiel”.                                   |
| 1994 | Plaqueta y Homenaje Público del Festival del Lago Ypacaraí                                                                           |
| 1995 | Mención de honor del Premio Nacional de Literatura                                                                                   |
| 1996 | Premio Municipal de Literatura |

## Su estilo poético
A cerca de su predilección por las poesías  infantiles, esta autora ha señalado: "escribir para niños es mi gran compromiso y mi singular orgullo, además".
En el año 1979, Josefina Plá expresaba a cerca de la obra infantil de Gladys Carmagnola: “Hay en el libro demasiada ternura, si no conociéramos a Gladys y no supiéramos que ella es pura ternura; que esa dulzura es su acento y de sus imágenes no es sacarina de recetario sino auténtica miel de las entretelas del corazón”.
Sus poesías infantiles tienen aquel sabor dulce y travieso que invita a quien los lee a sacar de adentro el alma de niño que todos tenemos dentro. Producen deleite y nos transporta a los tiempos de los ricos helados a la siesta y los juegos incansables con los amigos del barrio.
También se ha hecho eco de su obra Piolín, la autora argentina María Elena Walsh, quien lo definió como “el transparente Piolín”, por su belleza y claridad literaria.
A partir de 1980, aflora una etapa de madurez como escritora, evolucionando su producción hacia un estilo vanguardista. Surgen en esta etapa, poemas que denotan una época íntimamente reflexiva de la poetisa y varios poemas de carácter amatorio.
Su obra para adultos está planteada en un lenguaje claro y transparente que siente como una bocanada de aire fresco para los lectores.

## Su familia
Se casó con Julio Medina, abogado de profesión. Tuvo una hija: Cecilia Medina Carmagnola.